# Trabajo Duro
Trabajo Duro es el vigésimo noveno episodio de la serie animada de televisión Avatar: la leyenda de Aang y el noveno capítulo de la segunda temporada.

## Sinopsis
Toph trata de enseñarle a Aang Tierra Control; sin embargo, Aang falla una y otra vez. La actitud de Toph hacia él tampoco ayuda, puesto que se porta con mucha dureza y le exige mucho, algo que Katara critica, afirmando que Aang responde más a su "entrenamiento positivo", con dulzura y amabilidad. Aang acaba dejándolo, impaciente y harto de equivocarse, para ir a entrenar con Katara movimientos de dominio del Agua. Katara le consuela, diciéndole que es normal que le resulte difícil, puesto que la Tierra es el elemento opuesto al Aire, y Aang se lo agradece inclinándose ante ella como muestra de respeto. 
Sokka intenta cazar algo para comer, pero tiene un accidente y acaba semi-enterrado en el suelo, quedándole sólo la cabeza fuera. Un pequeño animal que iba a ser su presa se divierte un poco a su costa. Sokka intenta liberarse, pero no puede.
Por su parte, Iroh despierta y observa la cura rudimentaria que le ha hecho su sobrino. Preocupado ante la fuerza de Azula, decide continuar el entrenamiento especial de Zuko. Tras explicarle a su sobrino las características que hacen fuertes a cada una de las naciones, empieza a explicarle cómo desviar los rayos utilizando una técnica similar a la de los Maestros Agua.
Al caer la tarde, Katara advierte que Sokka no ha regresado y le pide a sus amigos que le ayuden a buscarlo. Aang encuentra a Sokka, pero no es capaz de sacarlo con Aire Control. Aang le confiesa a Sokka que se siente avergonzado de no poder usar la Tierra como él querría, pero no quiere llamar a Toph y reconocer su debilidad. En ese momento son atacados por la madre del pequeño animal que Sokka quería convertir en cena, un "Alce León Dientes de Sable", y Aang consigue usar la Tierra para librarse de tal amenaza. Entonces aparece Toph, quien los había estado vigilando todo el tiempo, sin molestarse en intervenir, y felicita a Aang por haberlo logrado él solo. Sokka se queja de seguir estando en el agujero, y Toph lo saca en un abrir y cerrar de ojos. Una vez todos juntos prosiguen su viaje.
Zuko le sugiere a su tío que le haga probar un rayo para comprobar si ya domina el movimiento especial, pero Iroh se niega. Enfadado, Zuko coge el caballo-avestruz y se aleja, pero no se va lejos. Sube a una montaña y empieza a llover. Zuko grita al cielo: "¡Vamos , golpéame, hasta ahora nunca has dejado de hacerlo! ¿qué estás esperando?" Sigue lloviendo. La rabia de Zuko es tal que llega a llorar, desesperado, mientras cae de rodillas. Para él comienza una etapa de crisis espiritual.
- Datos: Q12221047